# Merrell
Merrell — американська компанія, яка спеціалізується на виробництві взуття, одягу та товарів для активного туризму. Заснована у 1981 році Кларк Метісом, Ренді Мерреллом і Джоном Швайцером для виробництва трекінгових черевик. Головний офіс розташовується у Рокфорді (ш. Мічиган).
У 2010 році продажі одягу і взуття склали понад $500 млн. Продукція компанії представлена у понад 130 країнах світу.

## Історія

### 1981—1990
У 1981 році, у Верналі (штат Юта) Ренді Меррелл, виробник ковбойських чобіт на замовлення, розпочав пошиття трекінгових черевиків, основними рисами яких стали зручна колодка, точний підйом і широкий мис. Вартість ручної роботи складала $500, а виробництво вимагало 6 місяців. У 1982 році банк Вермонта проінвестував компанію. У 1983 році черевики почали продаватися у крамницях. Тоді ж популярність Merrell значно зросла в США, а компанія розпочала виробництво чоловічих і жіночих черевик, а також черевик із використанням технології Gore-Tex. У 1984 році Merrell вирішила виробляти спеціально для США взуття на більш широкії колодці.
У 1985 році на лижному ринку з'явивились черевики на застібках-липучках Velcro, відомих як XCD Velcro. Merrell представила 2 своїх бестселера: Merrell Eagle і Merrell Super Comp, перші гірськолижні черевики з пластиковими манжетою і застібками. У 1986 році Ренді Меррелл продав свої акції компанії і повернувся в Юту до пошиття взуття за замовлення. Монреальська компанія Karhu, виробник гірськолижного та хокейного обладнання, викупила Merrell. Karhu ліцензувала систему повітряної амортизації Air Cushion для збільшення комфорту. Виробництво перебазувалося до Південно-Східної Азії, а ціни на продукцію знизились. Головний офіс компанії переїхав в Берлінгтон.
У 1988 році компанія знову потрапила в заголовки ЗМІ (наприклад, Merrell були визнані найкращими туристичними черевиками за версією журналу «Backpacker»). Того ж року було відкрито представництво в Канаді. У 1989 році збільшились продажі і розпочато виробництво лиж, а також відкрито представництво в Англії. У 1990 році продажі взуття Merrell досягли близько 300 000 пар на рік.

### 1991—1999

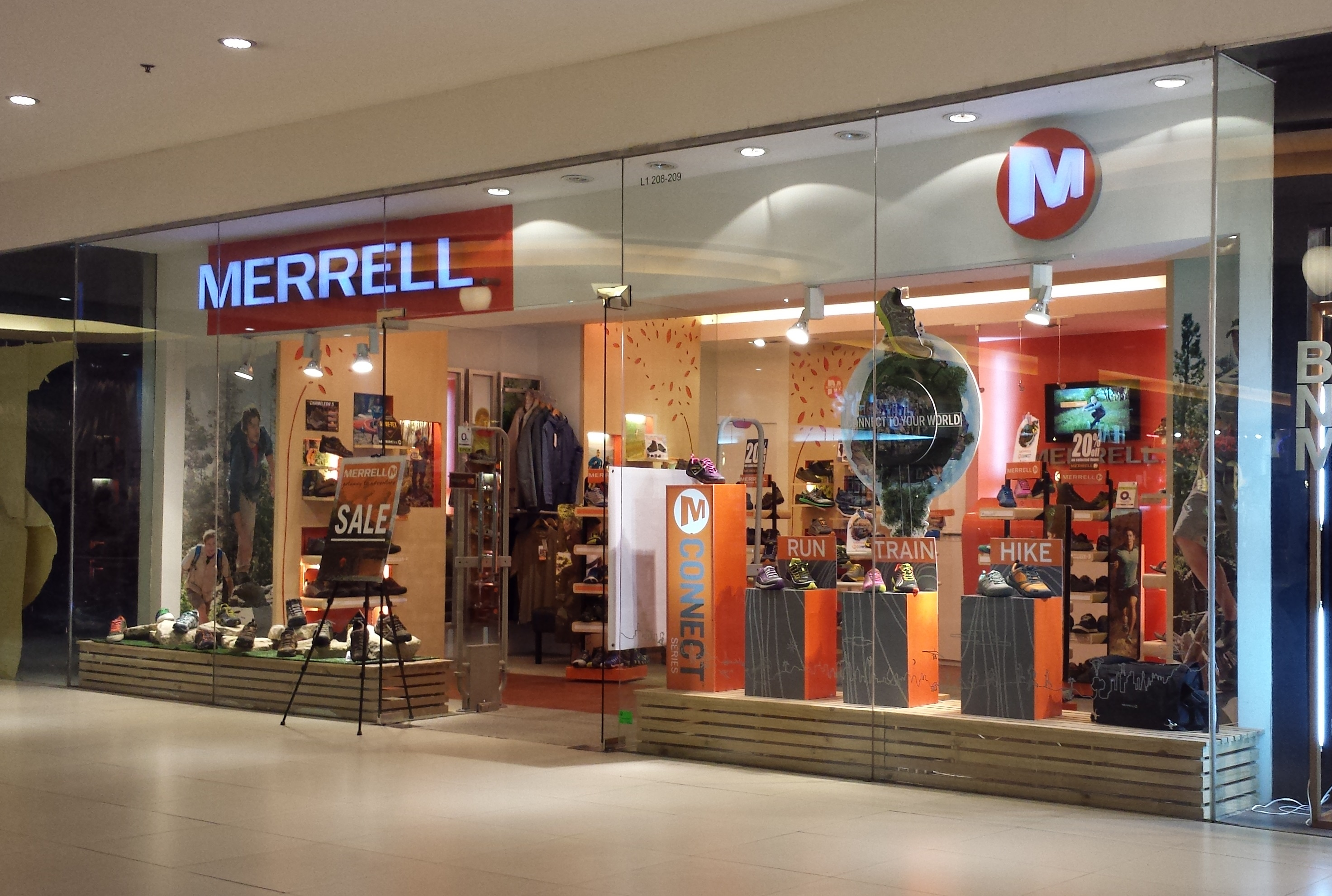
Магазин Merrell у Манілі (Філіппіни)

У 1991 році відбувся продаж першої пари взуття Merrell у Скандинавії. У 1992 році Merrell представила свої перші технологічні спортивні сандалі. Того ж року була продана перша пара взуття в Японії, а також розроблена технологія захисту від води, Weather Tight Construction (WTC). У 1993 році асортимент компанії розширився до 82 моделей, була встановлена гаряча лінія для споживачів і отримано близько 10 000 дзвінків за перший рік. Взуття Merrell почали упаковувати в екологічно чистий картон.
Станом на 1994 рік продукція Merrell продавалась вже у 22 країнах. Тоді ж була представлена нова технологія Fuzion, що забезпечувала незвичайну зручність. У 1995 році початок співпраці Merrell і Vibram в розробці серії інноваційних підошв підвищеного зчеплення з поверхнею для туристичного взуття Merrell. У 1996 році Merrell представила серію Millenium, а черевики стали легшими, швидшими і більш технологічнішими. У 1997 році компанія Merrell була придбана американською корпорацією Wolverine World Wide, одним зі світових лідерів у виробництві брендового взуття. Придбання дало Merrell можливість вийти на новий рівень свого розвитку.
У 1998 році Merrell відкрила нову категорію Aftersport, що включає мокасини і клоги. Це взуття призначене для носіння після скелелазіння, катання на велосипеді, лижах, коли потрібен комфорт. У 1999 році Merrell був визнаний атлетичним/OUTDOOR брендом року.

### 2000—2010
У 2000 році Merrell розширила колекцію міського, активного відпочинку. У 2001 році Merrell представила лінію Chameleon, туристичні черевики для легкого трекінгу, а також розширила жіночу та дитячу колекції. Того ж року був відкритий офіс в Європі. Японський маркетолог Юнічі Йокояма пройшов понад 26 км у взутті Merrell Topo на 51-му марафоні на Гонолулу. Компанія Merrell вісвяткувала свій 20-й ювілей випуском власного пива. У 2002 році Merrell представила нову міську лінію World із мапою світу на підошві. Також Merrell була визнана брендом 2001 року за відмінний дизайн.
У 2003 році Merrell отримала дві нагороди Award Plus: найкраще взуття в категорії OUTDOOR і за Інновації GORE-TEX. У 2004 році Merrell вдруге отримала нагороду від журналу Footwear Plus як найкраще взуття в категорії OUTDOOR. У 2005 році Merrell ввела нову концепцію формування своїх взуттєвих колекцій. Наприклад, концепція Continuum базується на пропозиції повного набору взуття для будь-яких видів відпочинку і спортивних навантажень, від прогулянкових черевик до спеціального туристичного та гірського взуття. Того ж року Merrell почала випуск сумок і рюкзаків.
У 2006 році Merrell представила нову модель Overdrive, розроблену спільно з Робін Бенінкаса, яка була створена для екстремальних подорожей. У 2007 році Merrell представила Siren, нову лінію універсальних черевик серії Multi-Sport, розроблену спеціально для жінок. Merrell випустила власну колекцію одягу і п'ятий рік поспіль стала найкращим відкритим брендом за версією спеціалізованого журналу Footwear Plus. У 2008 році Merrell в колекцію лінію шкарпеток. Початок рекламного проекту «US National Parks». У 2010 році продажі компанії у 130 країнах світу.

### з 2011
У 2011 році Merrell відсвяткувала 30-річчя введення легендарної лінійки Origin, запуском взуття Barefoot. У 2012 році була запущена лінійка продуктів M-Connect.

## Власні технології
- Air Cushion®. Запатентована Merrell технологія Air Cushion® являє собою порожню чашоподібну форму в частині п'яти, що дозволяє п'яті перебувати чітко по центру, забезпечує захист стопи від ударів, додатковий повітряний амортизацію і стабільність. Air Cushion® не є міхуром або капсулою, яка могла б лопнути.
- Q-Form®. Запатентована Merrell технологія Q-Form® створена спеціально для жіночих ніг, з огляду на особливості їхньої анатомічної будови, являє собою проміжну підошву з EVA із тьома областями різної щільності. Q-Form® запобігає завалювання стопи всередину і назовні та забезпечує послідовну амортизацію при ходьбі від п'яти до носка.
- Split™ Tech. Запатентована Merrell технологія підошви Split™ Tech забезпечує амортизацію і контроль пронації. М'якіша зовнішня клиноподібна частина призначена для надійної амортизації і запобігання супінації. Середня частина забезпечує плавний перехід при зміщенні центру ваги на зовнішню сторону. Жорсткіша внутрішня клиноподібна частина перешкоджає завалюванню стопи всередину при ходьбі і забезпечує контроль пронації.
- Stratafuse™. Технологія безшовного верху взуття для додаткового комфорту і підвищеної зносостійкості.
- Uni-Fly™. Технологія проміжної підошви Uni-Fly™ характеризується м'яким приземленням, переконливим відривом, захистом від ударів, надійною амортизацією.